# Brioche

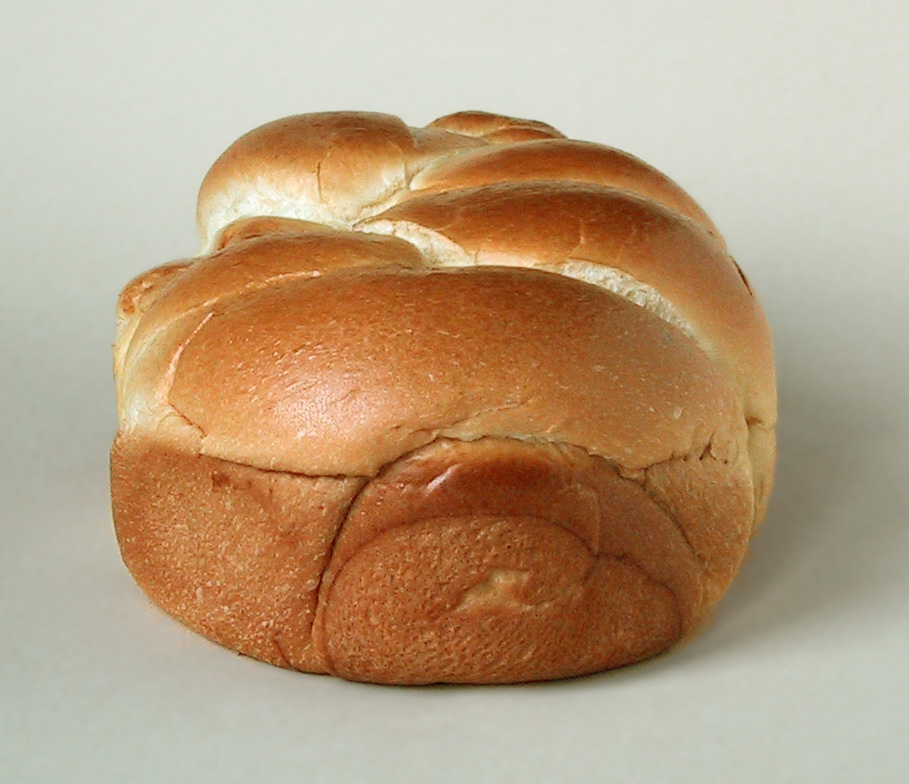
Brioche

Brioche mit Hagelzucker

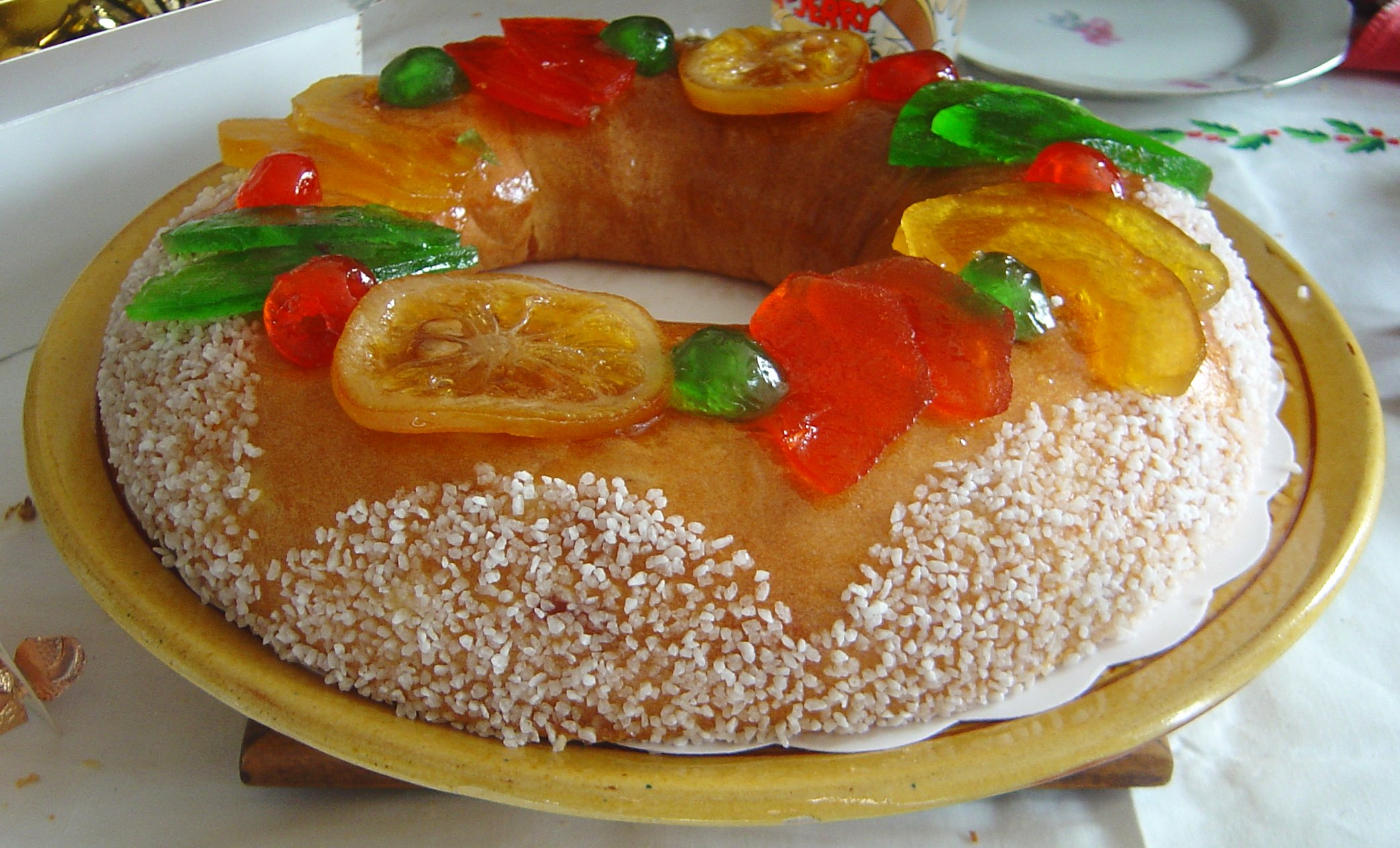
Brioche des Rois

Die Brioche [bʁiˈɔʃ] (Plural: Brioches; deutsch gelegentlich Apostelkuchen) ist ein lockeres und eierreiches Frühstücks- und Kaffeegebäck, das ursprünglich aus Frankreich stammt. In Österreich bezeichnet Brioche ein Weißgebäck mit unterschiedlichen Größen und Formen, das mit Ei bestrichen und mit Hagelzucker bestreut wird.

## Herstellung
Die Brioches werden aus einem schweren Hefefeinteig hergestellt und enthalten 10–20 % Zucker und je nach Rezept 40–50 % Fett bezogen auf die Mehleinwaage.
Kennzeichnend für die Brioche ist der meist geriffelte Kragen und der glatte runde Teigkopf obenauf. Diese Pariser Form der Brioche hat sich seit dem 19. Jahrhundert verbreitet.
Es gibt in Frankreich auch gefüllte Brioches. Bekannt ist außerdem neben anderen regionalen Varianten die Brioche Vendéenne aus der Vendée, die mit Rum, Weinbrand oder Orangenblütenwasser aromatisiert wird. Früher handelte es sich dabei um ein typisches Ostergebäck.

## Geschichte

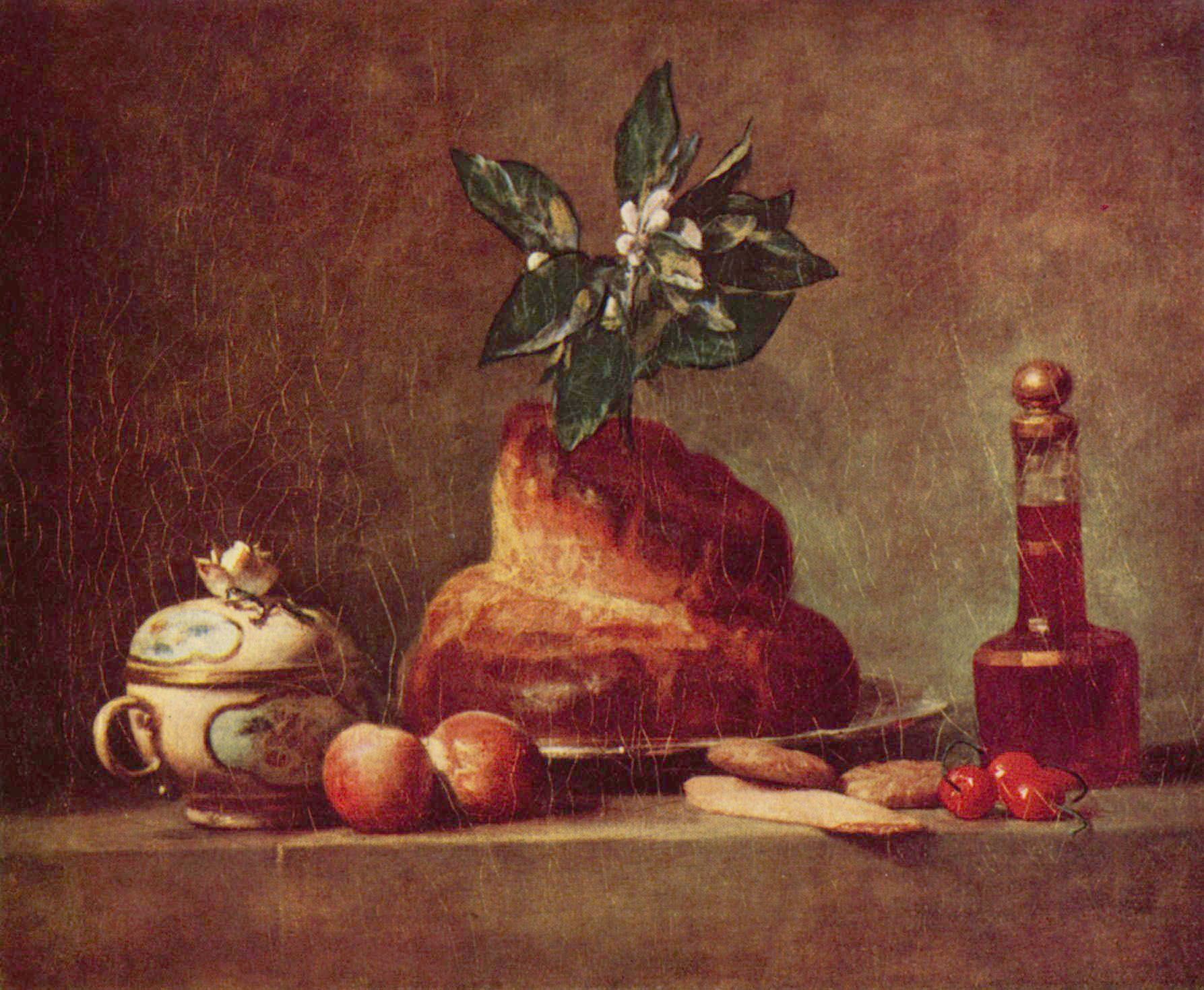
Jean Siméon Chardin: Stillleben mit Brioche, 1763

Das Wort „brioche“ ist im Französischen seit dem 15. Jahrhundert belegt. Wahrscheinlich ist es von brier oder broyer abgeleitet, das „zerdrücken“ bedeutet und hier für das Ausrollen des Teiges mit einem Nudelholz stehen kann. Eine unwahrscheinlichere Zurückführung des Wortes auf Brie nahm Alexandre Dumas der Ältere vor. Demnach wurde dieser Käse einst in der Brioche verarbeitet.
Als wahrscheinlicher Ursprungsort gilt die Normandie, die seit dem Mittelalter bekannt für die Qualität ihrer Butter, einer wesentlichen Zutat der Brioche, war. Brioches sind seit dem 17. Jahrhundert in Paris nachgewiesen. Das älteste erhaltene Rezept erschien 1742.

## Anekdote
Nach einer weit verbreiteten Anekdote soll Marie-Antoinette (1755–1793), nachdem ihr berichtet wurde, die Armen der Bevölkerung hätten kein Brot zu essen, geantwortet haben: « S’ils n’ont plus de pain, qu’ils mangent de la brioche » (deutsch: „Wenn sie kein Brot mehr haben, sollen sie doch Brioche essen“). Erstmals nachweisen lässt sich dieser Satz aber bereits in den autobiografischen Confessions von Jean-Jacques Rousseau, der sie einer „großen Prinzessin“ in den Mund legte:

« Enfin je me rappelai le pis-aller d’une grande princesse à qui l’on disait que les paysans n’avaient pas de pain, et qui répondit : Qu’ils mangent de la brioche. »

„Endlich erinnerte ich mich des Auskunftsmittels einer großen Prinzessin, der man sagte, die Bauern hätten kein Brot, und die antwortete: »Sie können ja Kuchen essen.«“

Das Zitat steht in folgendem Zusammenhang: Rousseau berichtet, dass er einmal Wein gestohlen hatte und dazu etwas essen wollte, jedoch glaubte, zu fein gekleidet zu sein, um einfaches Brot zu kaufen. Ob Rousseau die Adelige und ihren Ausspruch erfunden hat oder nicht – es kann sich nicht um Marie-Antoinette handeln, da die Confessions zwischen 1765 und 1767 entstanden, als Marie-Antoinette noch ein Kind war und in Wien lebte. Die häufige Übersetzung von „brioche“ mit „Kuchen“ ist irreführend, da die Brioche im 18. Jahrhundert nur wenig Butter und Zucker enthielt und daher eher einem luftigen Weißbrot als einem Kuchen ähnelte.

## Schweiz
Die Bezeichnung wird in der Schweiz teilweise für ein Apéro-Gebäck verwendet, das aus einem gebackenen hellen Brot besteht (20 bis 30 cm hoch, runde Grundfläche von ca. 20 cm Durchmesser), in mehrere horizontale Schichten zerschnitten und anschließend beispielsweise mit Lachs, Streichpastete oder Schinken gefüllt wird. Geschmacklich ähnelt es dann einem belegten nicht gerösteten Toastbrot, jedoch schmeckt es ein wenig nach Butter, ist etwas süßer und hat eine glattere Konsistenz.

## Italien

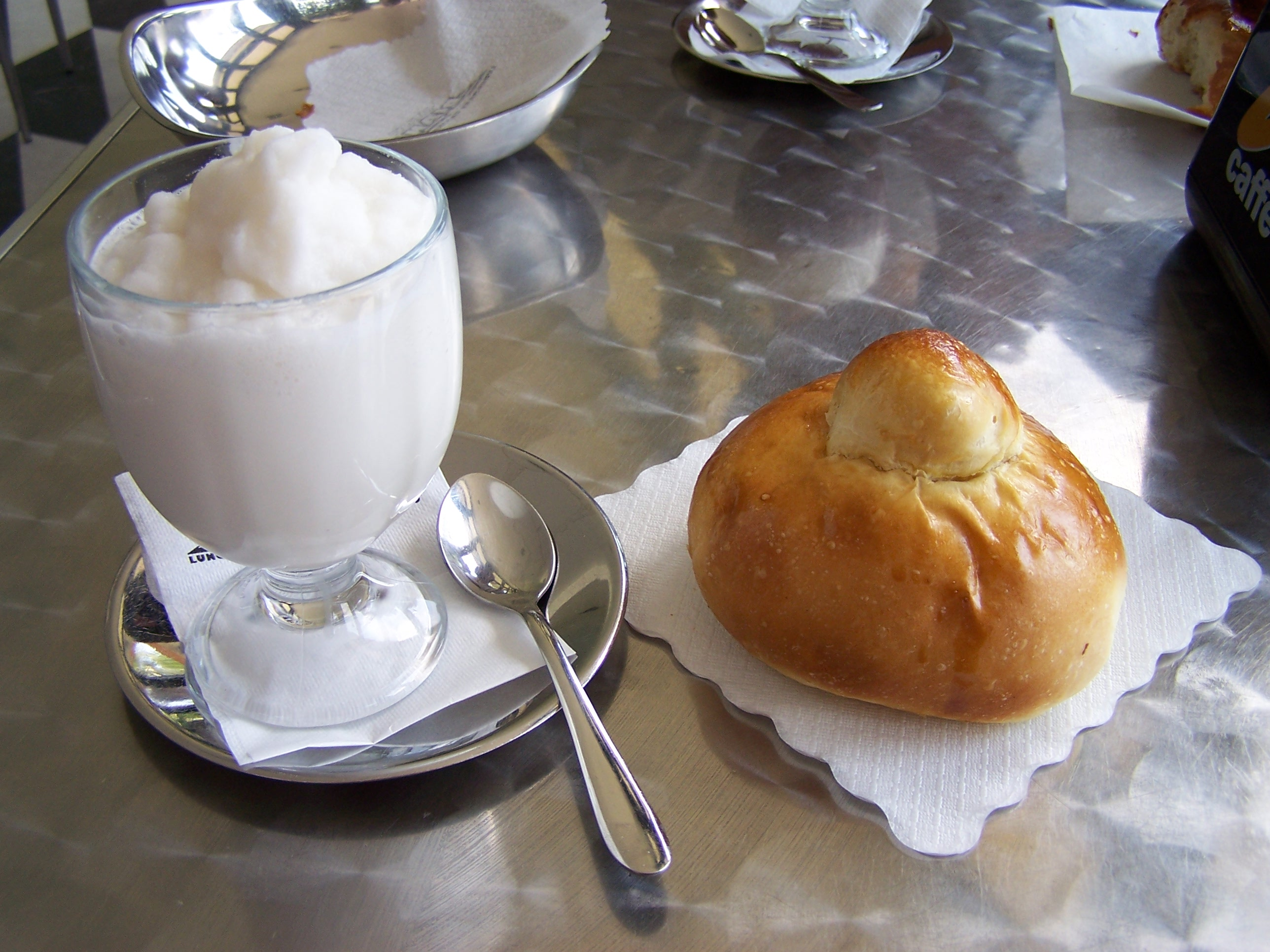
Ein Sizilianischer Klassiker: granita mit Brioche

In Norditalien ist „brioche“ oder „brioscia“ die Bezeichnung für ein Croissant oder Hörnchen und wird auch „cornetto“ genannt. In der sizilianischen Küche wird die Brioche meist als Beilage zur Granita oder aufgeschnitten und mit Speiseeis gefüllt verzehrt.